# Kasuga Wakabayashi
Pour les articles homonymes, voir Wakabayashi.
Kasuga Wakabayashi est une karatéka japonaise surtout connue pour avoir remporté la médaille d'or en kata individuel féminin aux championnats d'Asie de karaté 2005 à Macao, en République populaire de Chine, puis la médaille de bronze dans la même discipline aux championnats du monde de karaté 2008 à Tōkyō, au Japon.

## Résultats
| Résultat           | Date             | Épreuve         | Catégorie | Compétition                | Ville hôte                              |
| ------------------ | ---------------- | --------------- | --------- | -------------------------- | --------------------------------------- |
| Médaille d'or      | Mai 2005         | Kata individuel | Seniors   | Championnats d'Asie 2005   | Macao, en République populaire de Chine |
| Médaille de bronze | 14 novembre 2008 | Kata individuel | Seniors   | Championnats du monde 2008 | Tōkyō, au Japon                         |